# Martin Pregelj
Martin Pregelj, slovenski nogometaš, * 6. maj 1977, Koper. 